# Championnat d'Europe de football des moins de 16 ans 2000
Navigation
Euro 1999 Euro 2001
La phase finale de l'édition 2000 du Championnat d'Europe de football des moins de 17 ans se déroule au printemps 2000 en Israël. Le champion sortant, l'Espagne, remet son titre en jeu face aux autres nations européennes.

## Phase finale

### Premier tour

#### Groupe A
|   | Équipe               | Pts | J | G | N | P | Bp | Bc | Diff |
| - | -------------------- | --- | - | - | - | - | -- | -- | ---- |
| 1 | Russie               | 9   | 3 | 3 | 0 | 0 | 8  | 3  | +5   |
| 2 | Portugal             | 6   | 3 | 2 | 0 | 1 | 4  | 3  | +1   |
| 3 | République d'Irlande | 3   | 3 | 1 | 0 | 2 | 2  | 5  | -3   |
| 4 | Angleterre           | 0   | 3 | 0 | 0 | 3 | 4  | 7  | -3   |

1re journée
| 1er mai 2000 | Angleterre | 2 – 3 | Russie | Sala Stadium, Ashkelon |  |
|              |            |       |        |                        |  |

| 1er mai 2000 | Portugal | 1 – 0 | République d'Irlande | Vasermil Stadium, Beersheba |  |
|              |          |       |                      |                             |  |

2e journée
| 3 mai 2000 | Angleterre | 1 – 2 | Portugal | Yud-Alef Stadium, Ashdod |  |
|            |            |       |          |                          |  |

| 3 mai 2000 | Russie | 3 – 0 | République d'Irlande | Vasermil Stadium, Beersheba |  |
|            |        |       |                      |                             |  |

3e journée
| 5 mai 2000 | République d'Irlande | 2 – 1 | Angleterre | Sala Stadium, Ashkelon |  |
|            |                      |       |            |                        |  |

| 5 mai 2000 | Russie | 2 – 1 | Portugal | Yud-Alef Stadium, Ashdod |  |
|            |        |       |          |                          |  |

#### Groupe B
|   | Équipe    | Pts | J | G | N | P | Bp | Bc | Diff |
| - | --------- | --- | - | - | - | - | -- | -- | ---- |
| 1 | Tchéquie  | 7   | 3 | 2 | 1 | 0 | 12 | 6  | +6   |
| 2 | Slovaquie | 5   | 3 | 1 | 2 | 0 | 6  | 5  | +1   |
| 3 | Danemark  | 3   | 3 | 1 | 0 | 2 | 7  | 7  | 0    |
| 4 | Finlande  | 1   | 3 | 0 | 1 | 2 | 7  | 14 | -7   |

1re journée
| 1er mai 2000 | Tchéquie | 3 – 1 | Danemark | Haberfeld Stadium, Rishon LeZion |  |
|              |          |       |          |                                  |  |

| 1er mai 2000 | Slovaquie | 2 – 2 | Finlande | Bat Yam Municipal Stadium, Bat Yam |  |
|              |           |       |          |                                    |  |

2e journée
| 3 mai 2000 | Tchéquie | 2 – 2 | Slovaquie | Haberfeld Stadium, Rishon LeZion |  |
|            |          |       |           |                                  |  |

| 3 mai 2000 | Danemark | 5 – 2 | Finlande | Lod Municipal Stadium, Lod |  |
|            |          |       |          |                            |  |

3e journée
| 5 mai 2000 | Finlande | 3 – 7 | Tchéquie | Bat Yam Municipal Stadium, Bat Yam |  |
|            |          |       |          |                                    |  |

| 5 mai 2000 | Danemark | 1 – 2 | Slovaquie | Haberfeld Stadium, Rishon LeZion |  |
|            |          |       |           |                                  |  |

#### Groupe C
|   | Équipe    | Pts | J | G | N | P | Bp | Bc | Diff |
| - | --------- | --- | - | - | - | - | -- | -- | ---- |
| 1 | Allemagne | 7   | 3 | 2 | 1 | 0 | 7  | 3  | +4   |
| 2 | Pays-Bas  | 6   | 3 | 2 | 0 | 1 | 4  | 1  | +3   |
| 3 | Hongrie   | 3   | 3 | 1 | 0 | 2 | 4  | 7  | -3   |
| 4 | Israël    | 1   | 3 | 0 | 1 | 2 | 3  | 7  | -4   |

1re journée
| 1er mai 2000 | Hongrie | 1 – 4 | Allemagne | Levita Stadium, Kfar Saba |  |
|              |         |       |           |                           |  |

| 1er mai 2000 | Israël | 0 – 2 | Pays-Bas | Herzliya Municipal Stadium, Herzliya |  |
|              |        |       |          |                                      |  |

2e journée
| 3 mai 2000 | Israël | 1 – 3 | Hongrie | Herzliya Municipal Stadium, Herzliya |  |
|            |        |       |         |                                      |  |

| 3 mai 2000 | Pays-Bas | 0 – 1 | Allemagne | Levita Stadium, Kfar Saba |  |
|            |          |       |           |                           |  |

3e journée
| 5 mai 2000 | Allemagne | 2 – 2 | Israël | Herzliya Municipal Stadium, Herzliya |  |
|            |           |       |        |                                      |  |

| 5 mai 2000 | Pays-Bas | 2 – 0 | Hongrie | Levita Stadium, Kfar Saba |  |
|            |          |       |         |                           |  |

#### Groupe D
|   | Équipe   | Pts | J | G | N | P | BP | Bc | Diff |
| - | -------- | --- | - | - | - | - | -- | -- | ---- |
| 1 | Grèce    | 7   | 3 | 2 | 1 | 0 | 6  | 4  | +2   |
| 2 | Espagne  | 6   | 3 | 2 | 0 | 1 | 9  | 4  | +5   |
| 3 | Pologne  | 4   | 3 | 1 | 1 | 1 | 8  | 10 | -2   |
| 4 | Roumanie | 0   | 3 | 0 | 0 | 3 | 0  | 5  | -5   |

1re journée
| 1er mai 2000 | Espagne | 7 – 2 | Pologne | Beit She'an Stadium, Beit Shean |  |
|              |         |       |         |                                 |  |

| 1er mai 2000 | Roumanie | 0 – 1 | Grèce | Kiryat Eliezer Stadium. Haïfa |  |
|              |          |       |       |                               |  |

2e journée
| 3 mai 2000 | Espagne | 1 – 0 | Roumanie | Nahariya Municipal Stadium, Nahariya |  |
|            |         |       |          |                                      |  |

| 3 mai 2000 | Pologne | 3 – 3 | Grèce | Kiryat Eliezer Stadium, Haïfa |  |
|            |         |       |       |                               |  |

3e journée
| 5 mai 2000 | Grèce | 2 – 1 | Espagne | Beit She'an Stadium, Beit Shean |  |
|            |       |       |         |                                 |  |

| 5 mai 2000 | Pologne | 3 – 0 | Roumanie | Ilut Stadium, Ilut |  |
|            |         |       |          |                    |  |

### Quarts-de-finale
| 8 mai 2000 | Russie | 0 – 3 | Pays-Bas | Haberfeld Stadium, Rishon LeZion |  |
|            |        |       |          |                                  |  |

| 8 mai 2000 | Allemagne | 1 – 1 | Portugal | Lod Municipal Stadium, Lod |  |
|            |           |       |          |                            |  |

| 9 mai 2000 | Tchéquie | 2 – 0 | Espagne | Herzliya Municipal Stadium, Herzliya |  |
|            |          |       |         |                                      |  |

| 9 mai 2000 | Grèce | 2 – 2 a. p. (tab) | Slovaquie | Bat Yam Municipal Stadium, Bat Yam |  |
|            |       |                   |           |                                    |  |

### Demi-finales
| 11 mai 2000 | Pays-Bas | 1 – 2 | Tchéquie | Teddy Kollek Memorial Stadium, Jerusalem |  |
|             |          |       |          |                                          |  |

| 11 mai 2000 | Portugal | 2 – 1 | Grèce | Teddy Kollek Memorial Stadium, Jerusalem |  |
|             |          |       |       |                                          |  |

### Match pour la3eplace
| 14 mai 2000 | Pays-Bas | 5 – 0 | Grèce | Stade Ramat Gan, Ramat Gan |  |
|             |          |       |       |                            |  |

### Finale
| 14 mai 2000 | Tchéquie | 1 – 2 a. p. | Portugal   | Stade Ramat Gan, Ramat Gan |  |
|             | Jun      |             | , Quaresma |                            |  |

## Résultat
| Championnat d'Europe des - 16 ans 2000 - Vainqueur Portugal 4e titre |